# 2941 Alden
2941 Alden este un asteroid din centura principală, descoperit pe 24 decembrie 1930 de Clyde Tombaugh.